# مراد بن يعقوب
السلطان مراد بن يعقوب هو آخر سلاطين آق قويونلو من 1497 إلى 1508. بعد أن فقد مملكته أمام شاه إيران إسماعيل الصفوي (حكم من 1501 إلى 1524)، هرب إلى ديار بكر، وقتل على يد جنود الشاه إسماعيل قزلباش نهاية عام 1514.